# Schneemann
Schneeman é o mascote oficial dos Jogos Olímpicos de Inverno de 1976, que foram realizadas em Innsbruck, Áustria, em fevereiro de 1976. Ele também é o primeiro mascote oficial dos Jogos Olímpicos de Inverno em 1976. O mascote é um boneco de neve tirolês chamado Schneemann (que significa "boneco de neve" em alemão), criado por Walter Pötsch, e representa os Jogos da Simplicidade. O mascote usa um chapéu Tirolês, que é um típico chapéu usado na região de Inssbruck. A opinião pública de que este foi um pouco dividida, mas o seu sucesso financeiro foi incontestável. Schneemann também foi considerado um amuleto da sorte. Em 1964, nos jogos em Innsbruck, a falta de neve permaneceu arraigado na memória, e os organizadores temiam um cenário semelhante para 1976. Mas os Jogos de Inverno de 1976, tinha muita neve.